# Itala de Quedlinbourg

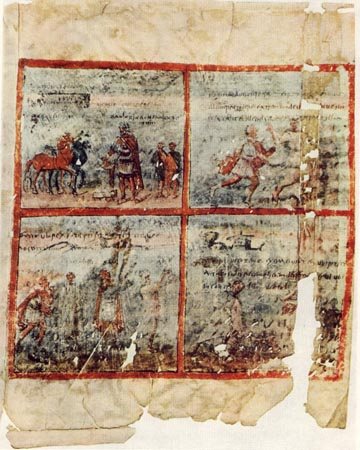
Scènes du chapitre XV du Premier livre des Rois du Quedlinburg Itala.

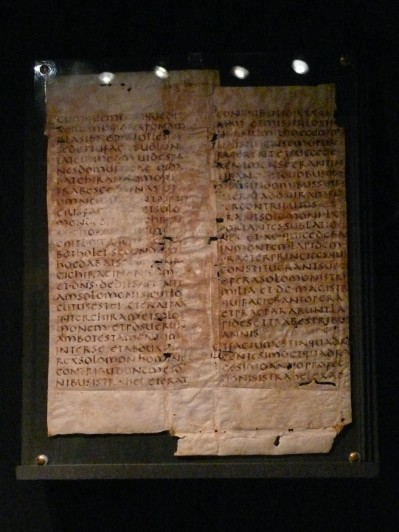
Page de texte du Quedlinburg Itala.

L'Itala de Quedlinbourg (Bibliothèque d'État de Berlin, Cod. theol. lat. fol. 485) est un fragment de six folios d'un grand manuscrit enluminé d'une traduction latine de la Bible, réalisé au Ve siècle. C'est l'un des plus anciens manuscrits bibliques connus.

## Description
Les fragments furent retrouvés dans la reliure d'autres ouvrages de l'abbaye de Quedlinbourg. Les illustrations sont regroupées en miniatures encadrées occupant une page entière. Il y a entre deux et cinq miniatures par page, le texte correspondant figurant en regard sur des pages séparées. Les illustrations, pour autant que leur état très dégradé permette d'en juger, sont réalisées dans le style illusionniste de l'Antiquité tardive. Les fragments incluent des enluminures de pleine page du Premier livre des Rois (voir ci-contre).
Dans l'exemple ci-contre, une grande part de la peinture appliquée sur le parchemin est perdue, révélant les instructions écrites figurant au départ sur la page pour guider le miniaturiste réalisant les illustrations. Le texte se lit ainsi : « Faites la tombe [à côté de laquelle] Saul et son serviteur se tiennent et deux hommes, sautant au-dessus de trous, lui parlent et [lui annoncent que les ânes ont été trouvés]. Faites Saul à côté de l'arbre et [son] serviteur et [trois hommes qui lui parlent], un portant trois chèvres, un [trois miches de pain, un] une outre à vin. »